# Kargol's
Kargol's va ser un grup de ska punk nord-català, originari de Perpinyà. Format l'any 1992, el grup va ser un dels pilars de l'escena ska durant deu anys, abans de la seva separació l'octubre del 2002.

## Biografia
Kargol's es va formar l'any 1992 a Perpinyà, a la Catalunya Nord, d'una fusió entre dues bandes d'amics influenciades, d'un costat, pel punk rock i el rock alternatiu, i de l'altre per l'ska. La fusió, doncs, va resultar en una barreja d'aquests estils musicals, l'skacore. El nom del grup és una referència evident a la paraula catalana «cargols». El seu primer àlbum —titulat Ma j'galère!— és publicat l'any 1996, i distribuït per l'etiqueta local On a faim.
El 4 de setembre del 1999, Kargol's va fer un concert a Marmande, al festival Stop Hypocrisy. Durant el concert va tenir lloc una tragèdia, ja que una part de l'escenari es va ensorrar i provocar la mort d'una persona. Segons La Dépêche, l'organització va culpar el cantant del grup, a qui van acusar d'haver «animat el públic a unir-se al grup sobre l'escenari». El cantant, Yannick, va ser detingut i investigat pel fiscal de la República francesa per homicidi involuntari. Aquest esdeveniment va afectar considerablement l'activitat de Kargol's, però no va impedir que el grup signés amb el segell Crash Disques i publiqués un darrer àlbum, Invertébré.
Després del sobreseïment de la causa de Yannick, els Kargol's decideixen de separar-se l'octubre del 2002, deu anys després de la seva creació. Yannick (cantant i saxofonista) s'uneix a un altre grup de skacore, KorTTex, i Bruixe (baixista) esdevé el baixista de La Ruda. Un altre membre de la banda, Éric, evoluciona cap al tecno minimalista de l'escola de Detroit, i s'exhibeix com a punxadiscos als dos costats de la frontera.
El grup es reuneix per a un concert únic en ocasió del festival Ida y Vuelta, el juny del 2009. El concert és enregistrat i es publica com a àlbum en directe amb el títol Live One shot in Perpinya a la pàgina Bandcamp del grup.

## Discografia
- 1996: Ma j'galère! (On a faim)
- 1999: Satyagraha (High Groove)
- 2002: Invertébré (Crash Disques)
- 2009: Live One shot in Perpinya (Bandcamp)